# جيسيكا إنيس
جيسيكا أنيس ولدت في (28 يناير 1986 في شيفيلد إنجلترا) لاعبة قوى أوليمبية بريطانية متخصصة في منافسات السباعي و سباق 100 متر حواجز، و بطلة العالم في مسابقة الخماسي في الأماكن المغلقة، وهي حاملة الرقم القياسي الوطني البريطاني الحالي للسباعي، والخماسى، و الوثب العالي وسباق 100 متر حواجز

## وصلات خارجية
- جيسيكا إنيس على موقع الموسوعة البريطانية (الإنجليزية)
- جيسيكا إنيس على موقع الموسوعة البريطانية (الإنجليزية)
- جيسيكا إنيس على موقع إن إن دي بي (الإنجليزية)

- جيسيكا إنيس على موقع الاتحاد الدولي لألعاب القوى (الإنجليزية)
- جيسيكا إنيس على موقع ThePowerOf10.info (الإنجليزية)
- جيسيكا إنيس على موقع الدوري الماسي (الإنجليزية)
- جيسيكا إنيس على موقع اللجنة الأولمبية الدولية (الإنجليزية)
- جيسيكا إنيس على موقع أوليمبيديا (الإنجليزية)
- جيسيكا إنيس على موقع اللجنة الأولمبية البريطانية (الإنجليزية)
- جيسيكا إنيس على موقع اتحاد ألعاب الكومنولث (مؤرشف) (الإنجليزية)